# Raluca-Cristina Ispir
Raluca-Cristina Ispir (n. 22 decembrie 1978

) este un deputat român, ales în 2012 din partea Partidului Național Liberal.